# Pat's Day Off
Pat's Day Off è un cortometraggio muto del 1912 diretto e interpretato da Mack Sennett con Alice Davenport, Fred Mace e Mabel Normand.

## Produzione
Il film fu prodotto da Mack Sennett per la Keystone con il titolo di lavorazione Sewercide.

## Distribuzione
Il film uscì nelle sale il 2 dicembre 1912, distribuito dalla Mutual Film. Nelle proiezioni, veniva programmato con il sistema dello split reel, accorpato in un'unica bobina con un altro cortometraggio prodotto dalla Keystone, la comica Brown's Séance.